# Scarus perrico
Scarus perrico es una especie de peces de la familia Scaridae en el orden de los Perciformes.

## Morfología
Los machos pueden llegar alcanzar los 76 cm de longitud total.
En español puede llamársele también loro jorobado, loro de mar, pez loro, pococho de mar, etcétera.

## Distribución geográfica
Se encuentra desde el golfo de California hasta Perú, incluyendo las islas Galápagos.